# Dositeo di Costantinopoli
Dositeo (1141 – dopo il 1190) è stato un arcivescovo ortodosso bizantino, Patriarca di Gerusalemme dal 1187 al 1189 e Patriarca ecumenico di Costantinopoli per alcuni giorni durante il febbraio 1189 e successivamente dal settembre dello stesso anno fino al 1191.
Fu patriarca di Costantinopoli durante il regno di Isacco II Angelo e il suo brevissimo governo fu incolore messo in secondo piano dalle vicende politiche dell'epoca.